# 三角刺面孢属
三角刺面孢属（学名：Acanthotriletes）是植物的一个属。

## 下属物种
本属包括以下物种：
- 广西棘刺三缝孢 Acanthotriletes guangxiensis
- Acanthotriletes varispinosus Pocock, 1962